# Kanton Saint-Benin-d'Azy
Saint-Benin-d'Azy is een voormalig kanton van het Franse departement Nièvre. Het kanton maakte deel uit van het arrondissement Nevers. 
Het werd opgeheven bij decreet van 18 februari 2014 met uitwerking op 22 maart 2015. De gemeenten werden toegevoegd aan het kanton Guérigny met uitzondering van Trois-Vèvres dat werd opgenomen in het kanton Imphy.

## Gemeenten
Het kanton Saint-Benin-d'Azy omvatte de volgende gemeenten:
- Anlezy
- Beaumont-Sardolles
- Billy-Chevannes
- Cizely
- Diennes-Aubigny
- La Fermeté
- Fertrève
- Frasnay-Reugny
- Limon
- Montigny-aux-Amognes
- Saint-Benin-d'Azy (hoofdplaats)
- Saint-Firmin
- Saint-Jean-aux-Amognes
- Saint-Sulpice
- Trois-Vèvres
- Ville-Langy